# 褐色天竺鯛
褐色天竺鯛（学名：Nectamia fusca）为天竺鯛科頰紋天竺鯛屬下的一个种。